# ハーフペニー (オーストラリア)
ハーフペニー（英語: Halfpenny、½d）は、オーストラリア国内で流通する通貨。1オーストラリア・ポンドの480分の1の価値を持つ。1911年から1964年まで鋳造されており、現在はすべて失効している。
対オーストラリアセントは5⁄12¢＝½豪ペニーとされた。

## 参考
- Bruce, Colin R.; Thomas Michael (2005年). 2006 Standard Catalog of World Coins (1901-present). KP Books. p. 66. ISBN 0-87349-987-5